# Lokalne volitve v Sloveniji 2010
Lokalne volitve 2010 so bile namenjene volitvam županov občin ter članov občinskih svetov in svetov četrtnih, krajevnih in vaških skupnosti.
23. julija 2010 je predsednik Državnega zbora Republike Slovenije Pavel Gantar razpisal lokalne volitve ter volitve v občinske svete narodnih skupnosti italijanske oz. madžarske narodnosti, pri čemer se bodo volilna opravila pričela izvajati 9. avgusta. Prvi krog volitev je potekal 10. oktobra 2010. Drugi krog je potekal 24. oktobra 2010.